# C21H22BrNO
化学式C21H22BrNO（摩尔质量：384.32 g/mol）可能指：
- JWH-248，CAS号：864445-62-5
- JWH-249，CAS号：864445-60-3